# 中野雄太
中野 雄太（なかの ゆうた、1980年 - ）は、日本の作詞家、作曲家、編曲家。音楽グループHΛLの元メンバー。tearbridge production所属。栃木県小山市出身。

## 経歴
東京音楽大学でストリングス系のアレンジメント、オーケストラのスコアリングを学び、在学中に浜崎あゆみのリミックス・アルバム・シリーズ2作目『ayu-mi-x II』で企画していたリミックス一般募集（「kanariya」、「Fly high」のシングルの最後のトラックにア・カペラが収録されており、これを元にリミックスを募集していた）で「Fly High」のリミックスで応募、入選し『ayu-mi-x II version Non-Stop Mega Mix』のDisc 2に収録された。これがデビュー作である（「Fly high "Higher and higher mix"」）。
2002年大学卒業後はBABY ATLANTIC社にてEXILE、hitomi、V6への楽曲提供、アレンジャーとしてBREATHの制作に参加。同時に、ats-（佐藤あつし）、HΛLNA脱退後のHΛLに清水武仁と共に参加し、浜崎あゆみ、タッキー&翼、玉置成実などの作品を制作、SMAP「MIJ Tour」のライブアレンジ等に携わる。リミックス作品もあるが、このときのHΛLのリミックススタイルがデジタル系ではなく、オーケストラ調のバラードスタイルのリミックスがほとんどであった。
HΛL脱退後は、HΛL時代から引き続き玉置成実、伊藤由奈、島谷ひとみをはじめ、数多くのアーティストへ楽曲提供・編曲を担う。2007年公開の映画『ゲゲゲの鬼太郎』の劇中音楽も担当。
オーケストラ・アレンジも行っており、2005年にリリースされた島谷ひとみの5thアルバム『Heart&Symphony』では、ドイツ・ベルリンにて特別編成された「The Berlin Score Orcestra」を率い、自身作曲・編曲の「Salvia」「Mona Lisa」以外にも、「kokoro」「太陽神」でオーケストラ・アレンジもこなしている。
劇伴音楽に積極的に参加しており、近年の代表作に『HiGH&LOW〜THE STORY OF S.W.O.R.D.〜』（TVシリーズ、劇場版ともに）、『PRINCE OF LEGEND』（TVシリーズ、劇場版ともに）、『小説の神様』などがある。
EXILE・浜崎あゆみ等のライブの映像音楽も手がけている。

## 人物
ニックネームは「のびたくん」。浜崎あゆみによる命名である。
中学生の時に自身が通ってた小山市立小山第三中学校の「生徒会のイメージソング」を製作したことがある。

## 楽曲提供・アレンジ・リミックス曲
| 年     | 曲名 | アーティスト                                  | 提供内容                         | 収録作品                                           |
| ------ | --- | --------------------------------------------- | -------------------------------- | -------------------------------------------------- |
| 2000年 | 「Fly high "Higher and higher mix"」 | 浜崎あゆみ                                    | リミックス                       | アルバム『ayu-mi-x II version Non-Stop Mega Mix』  |
| 2000年 | 「SEASONS "Yuta's weather report mix"」 | 浜崎あゆみ                                    | リミックス                       | シングル「M」                                      |
| 2001年 | 「NEVER EVER "Yuta's prayer mix"」 | 浜崎あゆみ                                    | リミックス                       | シングル「NEVER EVER」                             |
| 2003年 | 「We Will 〜あの場所で〜」 | EXILE                                         | 作曲                             | シングル「We Will 〜あの場所で〜」                 |
| 2004年 | 「ちぎれた翼」 | 20th Century                                  | 作曲                             | アルバム『Replay〜Best of 20th Century〜』         |
| 2004年 | 「Chance!」 「つぼみ」 「Beauty」 | BREATH                                        | 共編曲                           | シングル「Chance!」                                |
| 2004年 | 「moment」 | hitomi                                        | 作曲                             | アルバム『TRAVELER』                               |
| 2004年 | 「Girls & Boys」 「あれから、そしてこれからも...」 | BREATH                                        | 編曲                             | アルバム『Jukebox』                                |
| 2004年 | 「追憶+LOVE LETTER」 | 島谷ひとみ                                    | 作曲・編曲                       | アルバム『追憶+LOVE LETTER』                       |
| 2004年 | 「Promised Land」 | 玉置成実                                      | 作曲・編曲                       | シングル「Reason」                                 |
| 2005年 | 「早春」 「I will」 | 島谷ひとみ                                    | 共作詞・作曲・編曲               | アルバム『crossover』                              |
| 2005年 | 「愛歌」 「追憶+LOVE LETTER」 | 島谷ひとみ                                    | 作曲・編曲                       | アルバム『crossover』                              |
| 2005年 | 「大切な人」 | K                                             | 編曲                             | シングル「over...」                                |
| 2005年 | 「better half」 | 玉置成実                                      | 作曲・編曲                       | シングル「Heroine」                                |
| 2005年 | 「Fortune Reproduction 〜Radiata Mix〜」 | 玉置成実                                      | 編曲                             | シングル「Heroine」                                |
| 2005年 | 「僕たちの行方」 | 高橋瞳                                        | 共作詞・作曲・編曲               | シングル「僕たちの行方」                           |
| 2005年 | 「memories」 | K                                             | 編曲                             | シングル「抱きしめたい」                           |
| 2005年 | 「〜Mermaid〜」 「風の降る空」 | 島谷ひとみ                                    | 作曲・編曲                       | シングル「〜Mermaid〜」                            |
| 2005年 | 「Dawn」 | SMAP                                          | 共編曲                           | アルバム『SAMPLE BANG!』                           |
| 2005年 | 「I believe」 | Lead                                          | 共作詞・作曲・編曲               | アルバム『Lead! Heat! Beat!』                      |
| 2005年 | 「真昼の月」 | 島谷ひとみ                                    | 編曲                             | シングル「真昼の月」                               |
| 2005年 | 「JOURNEY」 | REIRA starring YUNA ITO                       | 作曲                             | シングル「ENDLESS STORY」                          |
| 2005年 | 「HEAVEN」 | 浜崎あゆみ                                    | 共編曲                           | シングル「HEAVEN」                                 |
| 2005年 | 「Salvia」 「Mona Lisa」 | 島谷ひとみ                                    | 作曲・編曲・オーケストラアレンジ | アルバム『Heart&Symphony』                         |
| 2005年 | 「kokoro」 | 島谷ひとみ                                    | 編曲                             | アルバム『Heart&Symphony』                         |
| 2005年 | 「太陽神」 | 島谷ひとみ                                    | オーケストラアレンジ             | アルバム『Heart&Symphony』                         |
| 2005年 | 「All my dreams」 | Missing Link                                  | 編曲                             | ミニアルバム『Missing Link』                       |
| 2005年 | 「雪彩 -ユキイロ-」 | 天野浩成                                      | 編曲                             | シングル「A day in the life」                      |
| 2005年 | 「Never too much」 | 近藤真彦                                      | 作曲・編曲                       | シングル「挑戦者」                                 |
| 2006年 | 「rainy day」 | 浜崎あゆみ                                    | 編曲                             | アルバム『(miss)understood』                       |
| 2006年 | 「ミッドナイト・シャッフル」 | 高橋瞳                                        | 作曲・サウンドプロデュース       | オムニバス『MATCHY TRIBUTE』                       |
| 2006年 | 「teens -meets AYUMI HAMASAKI-」 | TRF                                           | 編曲                             | アルバム『Lif-e-Motions』                          |
| 2006年 | 「16」 | 高橋瞳                                        | 作曲                             | アルバム『sympathy』                               |
| 2006年 | 「ありがとう」 | 滝沢秀明                                      | 作曲                             | 時代劇ミュージカル『滝沢演舞城』                   |
| 2006年 | 「WORKING GIRL」 | Sister Q                                      | 作曲・編曲                       | シングル「WORKING GIRL」                           |
| 2006年 | 「Camellia -カメリア-」 | 島谷ひとみ                                    | 作曲・編曲                       | シングル「春待人/Camellia -カメリア-」             |
| 2006年 | 「Making The Pride」 | 玉置成実                                      | 編曲                             | シングル「Result」                                 |
| 2006年 | 「約束」 | 玉木宏                                        | 編曲                             | シングル「約束/question」                          |
| 2006年 | 「真夜中のドア」 | 劉亦菲                                        | 作曲                             | シングル「真夜中のドア」                           |
| 2006年 | 「愛と夢」 | Sister Q                                      | 編曲                             | シングル「愛と夢」                                 |
| 2006年 | 「あすの心」 | Every Little Thing                            | 作曲                             | アルバム『Crispy Park』                            |
| 2006年 | 「ひとりじゃないから」 | 金築卓也                                      | 作曲・編曲                       | シングル「ひとりじゃないから/ハーモニー」          |
| 2006年 | 「どこまでも広がる空に向かって」 | 劉亦菲                                        | 作曲・編曲                       | アルバム『All My Words』                           |
| 2006年 | 「君を想う」 | 奥田美和子                                    | 作曲                             | アルバム『君を想う』                               |
| 2006年 | 「世界中のだれよりもきっと (crossover version)」 | 島谷ひとみ                                    | 編曲                             | オムニバス『Beautiful Woman』                      |
| 2006年 | 「ひとり」 | 松浦亜弥                                      | 作詞・作曲・編曲                 | アルバム『Naked Songs』                            |
| 2007年 | 「Precious -wedding extended ver.-」 | 伊藤由奈                                      | 編曲                             | アルバム『HEART』                                  |
| 2007年 | 「道 -Piano Version-」 | EXILE                                         | 編曲                             | シングル「道」                                     |
| 2007年 | 「EVERYDAY PRECIOUS DAY」 | 月島きらり starring 久住小春 (モーニング娘。) | 共作詞・作曲                     | アルバム『☆☆☆』                                    |
| 2007年 | 「彼方から此処へ」 | EXILE                                         | 作曲・編曲                       | アルバム『EXILE EVOLUTION』                        |
| 2007年 | 「運命のヒト -Orchestra Version-」 | EXILE                                         | 編曲                             | アルバム『EXILE EVOLUTION』                        |
| 2007年 | 「Camellia -カメリア- (PRIMA ROSA Version)」 「El Dorado」 | 島谷ひとみ                                    | 作曲・編曲                       | アルバム『PRIMA ROSA』                             |
| 2007年 | 「Angel」 | K                                             | 編曲                             | アルバム『The TIMELESS Collection VOL.1』          |
| 2007年 | 「愛情的波」 「神話」 | 呉汝俊                                        | 作曲・編曲                       | アルバム『ASIAN BREEZE ～アジアの新風～ 東南西北』 |
| 2007年 | 「恋文」 | 安良城紅                                      | 編曲                             | アルバム『GEM』                                    |
| 2007年 | 「魅せられて」 | 島谷ひとみ                                    | 編曲                             | オムニバス『the popular music』                    |
| 2007年 | 「ゆれる」 「ゆれる -Piano ver.-」 | JONTE                                         | 編曲                             | シングル「ゆれる」                                 |
| 2007年 | 「鼓動」 「Voice」 | JONTE                                         | 編曲                             | ミニアルバム『JONTE is...』                        |
| 2007年 | 「深紅」 | 島谷ひとみ                                    | 編曲                             | シングル「深紅/愛の詩」                            |
| 2007年 | 「夢幻ノスタルジー」 | KinKi Kids                                    | 共編曲                           | シングル「永遠に」                                 |
| 2007年 | 「talkin' 2 myself」 | 浜崎あゆみ                                    | 作曲                             | シングル「talkin' 2 myself」                       |
| 2007年 | 「decision」 | 浜崎あゆみ                                    | 作曲・編曲                       | シングル「talkin' 2 myself」                       |
| 2007年 | 「春告げる風」 「Bamboo Forest」 「くれない」 「snowy crystal」 | 呉汝俊                                        | 編曲                             | アルバム『ASIAN BREEZE ～アジアの新風～ 春夏秋冬』 |
| 2007年 | 「Change the World」 | NEWS                                          | 編曲                             | アルバム『pacific』                                |
| 2007年 | 「明日への讃歌」 | alan                                          | 編曲                             | シングル「明日への讃歌」                           |
| 2007年 | 「君がいるから」 | EXILE                                         | 作曲・編曲                       | シングル「I Believe」                              |
| 2007年 | 「悲しみにさよなら」 「レイニー ブルー」 「キャンディ」 「月の裏で会いましょう～LET'S GO TO THE DARKSIDE OF THE MOON」 「Another Orion」 「言葉にできない」 「奏」 | 島谷ひとみ                                    | 編曲                             | アルバム『男歌〜cover song collection〜』          |
| 2007年 | 「変わらないモノ」 | EXILE                                         | 編曲                             | アルバム『EXILE LOVE』                             |
| 2008年 | 「Mirror」 「Marionette -prelude-」 | 浜崎あゆみ                                    | 作曲・編曲                       | アルバム『GUILTY』                                 |
| 2008年 | 「恋の魔法」 | 倖田來未                                      | 作曲                             | アルバム『Kingdom』                                |
| 2008年 | 「ひとつ」 | alan                                          | 編曲                             | シングル「ひとつ」                                 |
| 2008年 | 「泣きたいなら」 | 島谷ひとみ                                    | 編曲                             | シングル「泣きたいなら」                           |
| 2008年 | 「Mirrorcle World」 | 浜崎あゆみ                                    | 作曲・編曲                       | シングル「Mirrorcle World」                        |
| 2008年 | 「ひとり (single version)」 | 松浦亜弥                                      | 作詞・作曲・編曲                 | シングル「きずな」                                 |
| 2008年 | 「懐かしい未来 〜longing future〜」 | alan                                          | 編曲                             | シングル「懐かしい未来 〜longing future〜」        |
| 2008年 | 「愛の詩 <Strings version>」 | 島谷ひとみ                                    | ストリングスアレンジ             | アルバム『Flare』                                  |
| 2008年 | 「OVER THERE」 | 光岡昌美                                      | 作曲                             | シングル「Distance Love/I am」                     |
| 2008年 | 「空唄」 | alan                                          | 編曲                             | シングル「空唄」                                   |
| 2008年 | 「kissの行方」 | ANNA                                          | 作曲・編曲                       | シングル「kissの行方」                             |
| 2008年 | 「VINCERO -ビンチェロ-」 | 藤澤ノリマサ                                  | 編曲                             | シングル「VINCERO -ビンチェロ-」                   |
| 2008年 | 「幻影」 | 藤澤ノリマサ                                  | 共作曲・編曲                     | シングル「VINCERO -ビンチェロ-」                   |
| 2008年 | 「風の手紙」 | alan                                          | 編曲                             | シングル「風の手紙」                               |
| 2008年 | 「Your eyes only 〜曖昧なぼくの輪郭〜」 | EXILE                                         | 編曲                             | シングル「The Birthday 〜Ti Amo〜」                |
| 2008年 | 「RED CLIFF 〜心・戦〜」 「明日への讃歌 〜Orchestra Version〜」 | alan                                          | 編曲                             | シングル「RED CLIFF 〜心・戦〜」                   |
| 2008年 | 「恵みの雨」 | alan                                          | 編曲                             | シングル「恵みの雨」                               |
| 2008年 | 「涙」 | alan                                          | 共編曲                           | シングル「恵みの雨」                               |
| 2008年 | 「STARDUST」 | NEWS                                          | 編曲                             | アルバム『color』                                  |
| 2008年 | 「旅立ちの光」 「その日まで」 | 藤澤ノリマサ                                  | 共作曲・編曲                     | アルバム『VOICE OF LOVE 〜愛の力〜』               |

浜崎あゆみ
- Fly high "Higer & Higer Mix"（リミックス）
- SEASONS "Yuta's weather report mix"（リミックス）
- NEVER EVER "Yuta's prayer mix"（リミックス）
- HEAVEN（共編曲）
- rainy day（編曲）
- teens "acoustic version"（編曲）
- talkin' 2 myself（作曲）
- decision（作曲・編曲）
- Mirror（作曲・編曲）
- Marionette -prelude-（作曲・編曲）
- Mirrorcle World（作曲・編曲）
- Life（編曲）
- Days (Acoustic Orchestra version)（編曲）
- GREEN (Acoustic Orchestra version)（編曲）
- Bridge to the sky（作曲・編曲）
- EnergizE（作曲）
- rollin'（作曲）
- identity（作曲・編曲）
- LOVE 'n' HATE（作曲・編曲）
- Curtain call（編曲）
- Sunset 〜LOVE is ALL〜 （編曲）
- BALLAD（編曲）
- RED LINE 〜for TA〜（編曲）
- You were... (Music Box mix -retake version-)（編曲）
- Microphone（作曲・編曲）
- montage（作曲・編曲）
- Don't look back（作曲）
- Sexy little things（作曲・編曲）
- RED LINE 〜for TA〜 [album version]（編曲）
- MOON（編曲）
- blossom（編曲）
- Last Links (Orchestra version)（編曲）
- MOON (Orchestra version)（編曲）
- blossom (Orchestra version)（編曲）
- Virgin Road（編曲）
- crossroad (Orchestra version)（編曲）
- SEVEN DAYS WAR (Orchestra version)（編曲）
- Love song（編曲）
- sending mail（編曲）
- Aria（作曲・編曲）
- Thank U（編曲）
- overture（作曲・編曲）
- do it again（編曲）
- progress（作曲・編曲）
- ANother song feat.URATA NAOYA（作曲・編曲）
- Why... feat.JUNO（編曲）
- beloved（編曲）
- BRILLANTE（編曲）
- beloved (Orchestra version)（編曲）
- reminds me（作曲）
- Return Road（編曲）
- the next LOVE（編曲）
- Eyes,Smoke,Magic（編曲）
- Serenade in A minor（作曲・編曲）
- how beautiful you are（編曲）
- Song 4 u（共作曲・編曲）
- Missing（編曲）
- Melody（編曲）
- Song 4 u (Orchestra version)（共作曲・編曲）
- Sweet scar（編曲）
- Ivy（編曲）
- Missing (Orchestra version)（編曲）
- SAKURA（編曲）
- petal（編曲）
- glasses（作曲・編曲）
- untitled for her... story 2（作曲・編曲）
- Gloria（編曲）
- Tell All（作曲・編曲）
- Pray（編曲）
- Hello new me（編曲）
- NOW & 4EVA（編曲）
- Zutto...（編曲）
- Walk（編曲）
- a Bell（作曲・編曲）
- NO FUTURE（編曲）
- Anything for You（編曲）
- Story（編曲）
- Step by step（編曲）
- Summer diary（編曲）
- Winter diary（編曲）
- Breakdown（編曲）
- Survivor（編曲）
- You are the only one（編曲）
- We are the QUEENS（編曲）
- The way I am（編曲）
- オヒアの木（編曲）
- Dreamed a Dream（編曲）
- 春よ、来い（編曲）
- (NOT) Remember you]（編曲）
- ray of truth（作曲・編曲）
- Remember you（編曲）
- Just the way you are（編曲）
- Aurora（編曲）
- mimosa（編曲）

alan
- 明日への讃歌（編曲）
- ひとつ（編曲）
- 懐かしい未来〜longing future〜（編曲）
- RED CLIFF〜心・戦〜（編曲）
- 心・戦〜RED CLIFF〜（編曲）
- 明日への讃歌 〜Orchestra Version〜（編曲）
- 空唄（編曲）
- 風の手紙（編曲）
- 恵みの雨（編曲）
- 涙（共編曲）
- 久遠の河（編曲）
- 赤壁 ～大江東去～（編曲）
- BALLAD 〜名もなき恋のうた〜（編曲）
- reflection 〜overture〜（作曲・編曲）
- my life（編曲）
- Over the clouds（編曲）
- 風に向かう花（編曲）
- 名もなき種（編曲）
- 雨之泣（編曲）

20th Century
- ちぎれた翼（作曲）

hitomi
- moment（作曲）

金築卓也
- ひとりじゃないから（作曲・編曲）

タッキー&翼
- To be, or not to be（共作曲・共編曲）

玉置成実
- Believe -Evidence01 Mix-（リミックス/HΛL名義）
1stリプロダクション・シングル「Believe Reproduction 〜GUNDAM SEED EDITION〜」
リミックス・ベスト・アルバム『TAMAKI NAMI REPRODUCT BEST』収録。
- Realize -EVERLASTING MIX-（リミックス/HΛL名義）
『機動戦士ガンダムSEED　COMPLETE BEST』に収録）
- Fortune -Radiata Mix-（リミックス）
『ラジアータストーリーズ』のテーマソング。このリミックスはCMで使用された。
元々CDには収録しない予定のリミックスだったが、当初シングル「Heroine」の初回限定盤のみの最終トラックに収録。
後にリミックス・ベスト・アルバム『TAMAKI NAMI REPRODUCT BEST』再収録。
- Promised Land（作曲・編曲）
- better half（作曲・編曲）
- Making the pride（編曲）
- No Way Back（共編曲）

EXILE
- We Will〜あの場所で〜（作曲）
- 道 -Piano Version-（編曲）
- 彼方から此処へ（作曲・編曲）
- 運命のヒト -Orchestra Version-（編曲）
- 君がいるから（作曲・編曲）
- 変わらないモノ（編曲）
- Overture for EXILE PERFECT YEAR（作曲・編曲）
- Fly Away（編曲）
- real world（編曲）
- Overture for EXILE PERFECT YEAR（編曲）
- 銀河鉄道999 feat.VERBAL (m-flo)（編曲）
- EXILE RELOADED（作曲・編曲）
- SCREAM（編曲）
- 真夏の果実（編曲）
- Your eyes only〜曖昧なぼくの輪郭〜（編曲）
- We Will〜あの場所で〜 -Orchestra Version-（作曲・編曲）
- Love Dream & Happiness（編曲）
- THE NEXT DOOR（編曲）
- THE NEXT DOOR -INDESTRUCTIBLE-（編曲）
- SYMPHONY FOR EXILE GENERATION（作曲・編曲）
- THE NEXT DOOR -INDESTRUCTIBLE- feat.FLO RIDA（編曲）
- Silent Night（編曲）
- Lovers Again（編曲）
- I Believe（編曲）
- LAST CHRISTMAS（編曲）
- If〜I know〜（編曲）
- Interlude for One Wish（作曲・編曲）
- One Wish（編曲）
- 遠く遠く（編曲）
- 以心伝心（編曲）
- LA・LA・LA LOVE SONG（編曲）
- あなたへ(ストリングスディレクション）
- 命の花（編曲）
- DANCE EARTH～BEAT TRIP～（作曲・編曲）
- あの空の星のように…（編曲）
- Bloom（編曲）

EXILE ATSUSHI
- いつかきっと…(ストリングス・アレンジ）
- 言葉にできない(ストリングス・アレンジ）
- Real Valentine -Winter JAZZ Ver.-（編曲）
- Precious Love （編曲）
- 桜の季節 (編曲）
- 道しるべ -Orchestra Ver.- （編曲）
- HIKARI（編曲）
- KAZE（編曲）
- Amazing Grace （編曲）
- You Raise Me Up （編曲）
- Beautiful Gorgeous Love （編曲）

島谷ひとみ
- 追憶+LOVE LETTER（作曲・編曲）
- 早春（共作詞・作曲・編曲）
- I will（共作詞・作曲・編曲）
- 愛歌（作曲・編曲）
- 追憶+LOVE LETTER (crossover version)（作曲・編曲）
- 〜Mermaid〜（作曲・編曲）
- 風の降る空（作曲・編曲）
- 真昼の月（編曲）
- Salvia（作曲・編曲・オーケストラアレンジ）
- Mona Lisa（作曲・編曲・オーケストラアレンジ）
- kokoro（オーケストラアレンジ）
- 太陽神（オーケストラアレンジ）
- Camellia-カメリア-（作曲・編曲）
- 世界中の誰よりきっと (crossover version)（編曲）
- Camellia-カメリア- (PRIMA ROSA Version)（作曲・編曲）
- El Dorado（作曲・編曲）
- 魅せられて（編曲）
- 深紅 (original version)（編曲）
- 深紅 (A.C.E.3 version)（編曲）
- 泣きたいなら（編曲）
- 悲しみにさよなら（編曲）
- レイニー ブルー（編曲）
- キャンディ（編曲）
- 月の裏で会いましょう〜LET'S GO TO THE DARKSIDE OF THE MOON（編曲）
- Another Orion（編曲）
- 言葉にできない（編曲）
- 奏（かなで）（編曲）
- 世界中の誰よりきっと（編曲）
- 長い間（編曲）
- 君がいるだけで（編曲）
- 少年時代（編曲）
- 君が思い出になる前に（編曲）
- キラキラ（編曲）
- GRAND HERO（共編曲）

K
- 大切な人（編曲）
- Memories（編曲）
- Angel（編曲）

高橋瞳
- 僕たちの行方（共作詞・作曲・編曲）
- My Answer（作曲・編曲）
- 16（作曲）
- ミッドナイト・シャッフル（編曲）

伊藤由奈 / REIRA starring YUNA ITO
- JOURNEY（作曲 / 映画『NANA』劇中でトラネスのライヴ時に使用された）
- Precious -wedding extended ver.-（編曲）

近藤真彦
- Never too much（作曲・編曲）

Every Little Thing
- あすの心（作曲）
- 忘れえぬ人（共編曲）
- 12ヶ月（共編曲）

玉木宏
- 約束（編曲）
- Beautiful Day（編曲）

Sister Q
- Working Girl（作曲）
- 愛と夢（編曲）

イーフェイ
- 真夜中のドア（作曲）
- どこまでもひろがる空に向って（作曲・編曲）

松浦亜弥
- ひとり（作詞・作曲・編曲）
- 想いあふれて（作曲・編曲）
- Fallin'（作曲・編曲）

KinKi Kids
- 夢幻ノスタルジー（共編曲）

NEWS
- Change the World（編曲）
- STARDUST（編曲）

月島きらり starring 久住小春 (モーニング娘。) 
- EVERYDAY PRECIOUS DAY（共作詞・作曲・編曲）

ともいき・木を植えたい
- みんなの木（作曲・編曲）
- 知りたいこといっぱい（作曲）

倖田來未
- 恋の魔法（作曲）
- Good☆day（作曲・編曲）

JONTE
- ゆれる（編曲）
- 鼓動（編曲）
- Voice（編曲）

ON/OFF
- 輪廻-ロンド-（作曲）

藤澤ノリマサ
- VINCERO-ビンチェロ-（編曲）
- 幻影（共作曲・編曲）
- Ti amo 永久に（作曲・編曲）
- 君が想い出に変わるまで（作曲・編曲）

テゴマス
- チキンボーヤ（編曲）

J Soul Brothers
- Fly away（編曲）

ANNA
- kissの行方（作曲・編曲）

光岡昌美
- OVER THERE（作曲）

三代目J Soul Brothers
- Best Friend's Girl（編曲）
- 君となら（編曲）
- リフレイン（作曲・編曲）
- 次の時代へ -Orchestra Version-（編曲）
- DEEP INSIDE(編曲）
- スノードーム(編曲）
- 旅立つまえに(編曲）
- Best Friend’s Girl -TRIBAL SOUL ver.-（編曲）
- 花火（編曲）
- 君の瞳に恋してる -Can't Take My Eyes Off You-（編曲）
- 恋と愛（編曲）

Flower
- Still（編曲）
- SAKURAリグレット（作曲・編曲）
- CALL（作曲・編曲・共作詞）
- 時間旅行（編曲）

GENERATIONS from EXILE TRIBE
- Y.M.C.A.（編曲）

E-girls
- 恋のブギ・ウギ・トレイン（編曲）
- うれしい！たのしい！大好き！（編曲）

BREATHE
- Twinkle（作曲・編曲）
- 君と彼と僕と彼女と（作曲・編曲）
- Share Happiness（作曲・編曲）
- asayake（共作詞・作曲・編曲）
- Reason For Breathing（共作詞・作曲・編曲）
- 待ってて（作曲・編曲）
- 愛無情（作曲・編曲）
- Starlight & Moonlight（共作詞・作曲・編曲）

EXILE TAKAHIRO
- 一千一秒（編曲）
- 三角のオーロラ〜青い春〜 （編曲）
- YOU are ROCK STAR（編曲）
- I Believe -TAKAHIRO version-（編曲）